# Кальмар, Жольт
Жольт Кальмар (венг. Kalmár Zsolt; 9 июня 1995, Дьёр) — венгерский футболист, центральный полузащитник клуба «Фехервар» и сборной Венгрии.

## Клубная карьера

### Начало карьеры
В 2005 году Кальмар поступил в молодёжную академию футбольного клуба «Дьёр», где прошёл через ряд возрастных групп. Начиная с сезона 2012/13, в возрасте 17 лет он начал выступать за молодёжный состав команды. 8 октября 2012 года он был приглашён на месячную стажировку в роттердамский «Фейеноорд». Сам Жольт отмечал в интервью, что сделает всё возможное, чтобы сбылась его мечта попробовать свои силы заграницей.
13 октября 2012 года он впервые появился в составе на матч дубля «Дьёра», выступавшего на тот момент во втором по силе первенстве Венгрии. 3 марта 2013 года он дебютировал в этой лиге в гостевом матче против «Залаэгерсега», завершившегося победой хозяев 1:0. Свой первый мяч в профессиональной карьере он забил 20 апреля 2013 года на первой минуте матча с клубом «Чаквар», завершившегося вничью 3:3. Всего за сезон 2012/13 Жольт отыграл 7 матчей и забил 1 гол.

### «Дьёр»
По решению тренера главной команды «Дьёра» Аттилы Пинтера Кальмар был переведён в мае 2013 года в основной состав, где получил тринадцатый номер. Первый матч в чемпионате Венгрии Жольт сыграл против «Гонведа», появившись на поле в стартовом составе. В финальной игре чемпионата 2012/13 он забил свой первый мяч в высшем дивизионе в ворота клуба «Эгри».
В чемпионате Венгрии 2013/14 Жольт уже являлся постоянным игроком основного состава команды, однако, свой первый мяч в сезоне он забил в игре за Суперкубок Венгрии, проходившей на стадионе имени Ференца Пушкаша, против «Дебрецена», выйдя на замену на 83-й минуте. В декабре 2013 года обсуждалась возможность покупки Кальмара клубом «Херенвен», но «Дьёр» на тот момент не захотел расставаться с футболистом. По итогам сезона Жольт был награждён футбольной федерацией Венгрии призом «Открытие года».

### «РБ Лейпциг»
Для усиления «РБ Лейпциг», вышедшего во вторую Бундеслигу, спортивный директор клуба Ральф Рангник для оценки потенциала Кальмара лично просмотрел матч сборной Венгрии и Казахстана, проходивший 8 июня 2014 года. В то же время в приобретении игрока был заинтересован греческий «Олимпиакос». Сам Жольт принял решение продолжить карьеру в Германии и подписал 28 июля 2014 года пятилетний контракт с «РБ Лейпциг».
Ральф Рангник так оценил данное приоберетние: «Жольт Кальмар — это один из наибольших венгерских талантов, его квалификация полностью соответствует нашему уровню. Он молодой игрок с большим потенциалом, и несмотря на его юный возраст, у него уже достаточно опыта, он принимает на себя ответственность, что заметно хотя бы потому, что он является капитаном юношеской сборной Венгрии. Мы, безусловно, рады, что Жольт несмотря на другие предложения выбрал именно нас».
22 августа он провёл свой первый матч во второй Бундеслиге, выйдя на замену на 79-й минуте вместо Йозуа Киммиха в матче против «Эрцгебирге Ауэ».

## Карьера в сборной
За юношескую сборную Венгрии (до 19 лет) Кальмар отыграл три матча на домашнем юношеском чемпионате Европы 2014 года, где сборная Венгрии заняла третье место в своей группе вслед за командами Австрии и Португалии.
В основной сборной Венгрии Кальмар дебютировал в возрасте 18 лет в товарищеском матче против команды Дании, проходившего 22 мая 2014 года и завершившегося вничью 2:2. Первым официальным матчем стала для Жольта гостевая встреча с командой Фарерских островов в рамках отборочного турнира к чемпионату Европы 2016 года.